# Àsine (Messènia)
Àsine (grec antic: Ἀσίνη) és el nom d'una antiga ciutat de Messènia.
Va ser fundada pels dríops, segons Heròdot, quan aquesta tribu va ser foragitada pels argius de la ciutat d'Àsine a l'Argòlida, segons Pausànias. Estava situada a la banda occidental del golf de Messènia, que segons Estrabó també s'anomenava golf d'Àsine (Ἀσιναῖος κόλπος) per aquesta ciutat.
Era considerada una ciutat important a partir de la seva fundació al final de la primera guerra messènica fins al segle vi, quan l'esmenta el geògraf Hièrocles. Tucídides explica la seva importància durant la guerra del Peloponnès i en períodes posteriors. Quan els messenis van recuperar el seu país després de la batalla de Leuctra no van molestar els habitants de la ciutat, que encara en temps de Pausànias (segle ii), reivindicaven la seva condició de dríops.
La ciutat va caure en decadència a partir del segle iii. Posteriorment, en temps de Justinià el Gran, el lloc es va restablir i va donar lloc a la nova ciutat de Coró, segurament per trasllat de l'antiga ciutat, situada més la nord, sota l'actual Petalidi.